# The Franchise
The Franchise és una sèrie de televisió de comèdia satírica del 2024 creada per Jon Brown i produïda per Brown, Armando Iannucci i Sam Mendes. La sèrie es va estrenar el 6 d'octubre de 2024 a HBO. És una crítica al món de les franquícies de superherois i les dificultats de la indústria cinematogràfica de Hollywood.

## Premissa
The Franchise representa una mirada darrere de les escenes d'una pel·lícula que forma part d'una franquícia de pel·lícules de superherois més gran. La sèrie segueix a Daniel, el primer ajudant de direcció (1r dC), mentre tracta els problemes del dia a dia treballant a Tecto: Eye of the Storm, que és una pel·lícula menor de la franquícia en comparació amb la pel·lícula "team-up" de major prioritat, Centurios 2.

## Repartiment

### Principal
- Himesh Patel com a Daniel Kumar, el primer assistent de direcció amb excés de feina que fa malabars amb les demandes caòtiques de la pel·lícula, intentant mantenir el projecte encarrilat mentre es preocupa en secret més pel gènere dels superherois del que admet.
- Aya Cash com a Anita, la nova productora ambiciosa i ex de Daniel, es va centrar a utilitzar el projecte com a trampolí per a pel·lícules més prestigioses, sovint xocant amb la serietat de Daniel.
- Jessica Hynes com a Steph, una supervisora de guió devota i defensora de la "visió" del director, fins i tot quan condueix a l'absurd al plató.
- Billy Magnussen com Adam, l'actor principal conscient de Tecto, els règims de fitness excèntrics i les inseguretats del qual xoquen amb el seu personatge de superheroi.
- Lolly Adefope com a Dagmara "Dag" Nwaeze, la tercera ajudant de direcció astuta, que veu a través de les pretensions de la indústria i sovint fa comentaris mordaces.
- Darren Goldstein com a Pat, un descarat representant de l'estudi que fa complir els interessos de l'estudi, sovint descarrilant la producció amb directives d'última hora.
- Isaac Powell com a Bryson, l'esgotat intermediari del cap de l'estudi Shane, encarregat de transmetre directrius estranyes al plató.
- Richard E. Grant com a Peter Fairchild, un experimentat actor britànic que interpreta "Eye", que aporta menyspreu i estil teatral al seu paper.
- Daniel Brühl com a Eric Bouchard, el director alt amb un ego inflat i ajustaments sense fi, no apte per al sistema d'estudi de gran èxit.

### Recurrent
- Justin Edwards com a Rufus Maley, un extra destacat
- Ruaridh Mollica com a Jax Cox
- Urs Rechn com a Horst Sommer
- Alex Gaumond com Justin Barrett, el productor original

### Convidats
- Katherine Waterston com Quinn Walker, l'actriu que interpreta el fantasma lila
- Nick Kroll com a Kyle, l'actor que interpreta el Gurgler que té un passat amb Adam